# La cordillera
La cordillera é um filme de drama argentino de 2017 dirigido e escrito por Santiago Mitre. Protagonizado por Ricardo Darín, Dolores Fonzi, Érica Rivas, Elena Anaya e Daniel Giménez Cacho, estreou no Festival de Cannes 2017, no qual competiu para Un certain regard.

## Elenco
- Ricardo Darín
- Dolores Fonzi
- Érica Rivas
- Elena Anaya
- Daniel Giménez Cacho
- Alfredo Castro
- Gerardo Romano
- Leonardo Franco
- Paulina García
- Christian Slater